# Andrew Hill
Andrew Hill (Chicago, 30 giugno 1931 – Jersey City, 20 aprile 2007) è stato un pianista e compositore statunitense di jazz.

## Vita e carriera
Nato nel 1931 (e non nel 1937 com'è sempre stato ritenuto) Hill cominciò a suonare il pianoforte all'età di tredici anni, incoraggiato da Earl Hines. Egli fu indirizzato dal compositore jazz William Russo presso Paul Hindemith, col quale studiò fino al 1952. Durante l'adolescenza suonò in band rhythm and blues e con vari musicisti jazz, tra i quali Charlie Parker e Miles Davis.
La prima incisione di Hill come sideman è del 1955, ma la sua reputazione crebbe grazie alle registrazioni effettuate presso la casa discografica Blue Note come leader dal 1963 al 1969, in collaborazione con alcuni altri grandi musicisti post-bop tra i quali Joe Chambers, Richard Davis, Eric Dolphy, Bobby Hutcherson, Joe Henderson, Freddie Hubbard, Elvin Jones, Woody Shaw, e Tony Williams, oltre a due rare incisioni con John Gilmore (senza la partecipazione di Sun Ra). Hill, inoltre, suonò in alcuni altri album: Dialogue (1965) di Hutcherson, Our Thing (1963) di Henderson, No Room for Squares (1963) di Hank Mobley, e Involution (1966) di Sam Rivers. Le sue composizioni sono molto caratteristiche e formano quattro dei sei pezzi di Dialogue. La qualità delle composizioni e dell'improvvisazione in questi album gli garantirono la ripubblicazione da parte della Blue Note Records.
Hill raramente lavorò come sideman dopo gli anni sessanta, preferendo suonare composizioni sue. Anche a causa di ciò la sua notorietà è molto limitata. Egli ottenne un dottorato in musica dalla Colgate University di Hamilton ed ebbe l'incarico di "resident composer" dal 1970 al 1972. In seguito insegnò in California e alla Portland State University, facendo poi ritorno a New York nel 1990.
Le composizioni di Hill hanno un carattere contemplativo, ed egli è sempre stato conosciuto per la complessità ritmica e armonica delle sue performance e composizioni.
Andrew Hill continuò a suonare e a incidere, occupandosi di generi tra cui il jazz d'avanguardia e il jazz modale. Il suo album Dusk è stato selezionato come miglior album del 2001 sia dalla rivista Down Beat che da Jazztimes; nel 2003, Hill ricevette il Jazzpar Prize. Come conseguenza della sua ritrovata notorietà, un nuovo album intitolato Time Lines è stato pubblicato dalla Blue Note il 21 febbraio 2006.

## Discografia

### Come Leader (In ordine cronologico di registrazione)
- 1959 - So in Love with the Sound of Andrew Hill (Warwick Records, W 2002)
- 1961 - Sittin' in at Jorgie's Jazz Club (VGM Records, VGM 0011) con Johnny Hartman
- 1963 - Black Fire (Blue Note Records, BST 84151)
- 1963 - Smokestack (Blue Note Records, BST 84160)
- 1964 - Judgment! (Blue Note Records, BST 84159)
- 1964 - Point of Departure (Blue Note Records, BST 84167)
- 1964 - Andrew!!! (Blue Note Records, BST 84203)
- 1965 - Pax (Blue Note Records, 0946 3 58296 2 4)
- 1965 - Compulsion!!!!! (Blue Note Records, BST 84217)
- 1966 - Change (Blue Note Records, 0946 3 85190 2 7)
- 1967-69-70 - Mosaic Select 16: Andrew Hill (Mosaic Records, CD 72438 75309 2 8)
- 1968 - Grass Roots (Blue Note Records, 7243 5 22672 2 4)
- 1968 - Dance with Death (Blue Note Records, LT 1030)
- 1969-70 - Lift Every Voice (Blue Note Records, BST 84330)
- 1969 - Passing Ships (Blue Note Records, 7243 5 90417 2 8)
- 1974 - Invitation (SteepleChase Records, SCS 1026)
- 1974-75 - Spiral (Freedom Records, 40156)
- 1975 - Blue Black (East Wind Records, EW 8029)
- 1975 - Hommage (East Wind Records, EW 8017)
- 1975 - Divine Revelation (SteepleChase Records, SCS 1044)
- 1975 - Live at Montreux (Arista/Freedom Records, AL 1023)
- 1976 - Nefertiti (Inner City Records, IC 6022)
- 1978 - Mosaic Select 23: Andrew Hill Solo (Mosaic Records, MS 023)
- 1980 - Faces of Hope (Soul Note Records, SN 1010)
- 1980 - Strange Serenade (Soul Note Records, SN 1013)
- 1986 - Verona Jazz (Nettle Records, NTL 001)
- 1986 - Shades (Soul Note Records, SN 1113)
- 1986 - Verona Rag (Soul Note Records, 121 110-1)
- 1989 - Eternal Spirit (Blue Note Records, CDP 7 92051 2)
- 1990 - But Not Farewell (Blue Note Records, CDP 7 94971 2)
- 1992 - Earth Prayer (Ruba Music CD)
- 1993 - Dreams Come True (Joyous Shout! Records, CD 0010)
- 1993 - Summit Conference (Postcards Records, POST 1003)
- 1998 - Les Trinitaires (Jazz Friends Productions Records, JFP 002)
- 1999 - Dusk (Palmetto Records, PM 2057)
- 2002 - A Beautiful Day (Palmetto Records, PM 2085)
- 2003 - The Day the World Stood Still (Stunt Records, STXCD 20412)
- 2005 - Time Lines (Blue Note Records, 0946 3 35170 2 8)[1]

### Come sideman
- 1963 - Joe Henderson Our Thing
- 1963 - Hank Mobley No Room for Squares
- 1965 - Bobby Hutcherson Dialogue
- 1993 - Reggie Workman Summit Conference
- 2000 - Greg Osby "The Invisible Hand"